# Leonardo Lemos
Leonardo Rodolfo Lemos (Quilmes, Provincia de Buenos Aires, 8 de junio de 1977) es un exfutbolista y actual entrenador argentino. Actualmente dirige Club Atlético Los Andes, equipo de la  B Nacional.
Como jugador era defensor y en el equipo donde estuvo más tiempo fue Quilmes, desde 1997 a 2001. Luego en los siguientes equipos estuvo en un máximo de 2 años, hasta su retiro en San Telmo en 2007, con solo 30 años.
Inició como técnico en las inferiores de Quilmes y en 2017 tuvo su primera experiencia como entrenador de Primera, aunque de interino, después de la salida de Alfredo Grelak. Meses más tarde, volvió a dirigir de interino tras ser despedido Lucas Nardi. Ya en 2018, después de la destitución de Marcelo Fuentes, fue incorporado como técnico del plantel profesional. En el Cervecero fue técnico hasta 2019. En 2021 volvió a dirigir, esta vez en Sacachispas.

## Trayectoria

### Como jugador

#### Quilmes
Lemos empezó jugando en Quilmes en 1997. Su primer gol lo convirtió el 28 de febrero del año siguiente, en el partido que terminó 2-2 frente a Chacarita Juniors.
En el Cervecero terminó jugando 43 partidos y convirtió 7 goles, siendo éste el equipo argentino donde más partidos disputó.

#### Argentino de Quilmes
Después de sus años en el club de zona sur, Leonardo no cambió de ciudad y se convirtió en jugador de Argentino de Quilmes, que en ese momento jugaba en la Primera B. Debutó en las redes en la fecha 5, en lo que fue derrota del Mate por 3-1 frente a Flandria.
Fue titular en la mayor parte del torneo y convirtió 10 goles, la cantidad más alta de su carrera.

#### El Porvenir
Tras sus buenas actuaciones en el equipo criollo, Lemos regresó a la Primera B Nacional para jugar en El Porvenir. Aunque estuvo 6 meses jugó 18 partidos de los 19 que tenía el Torneo Apertura.

#### Alacranes de Durango
México fue su primera experiencia en el exterior. Defendió los colores de los Alacranes de Durango, equipo del Ascenso MX. Debutó el 19 de enero de 2003, en la victoria por 2-3 sobre los Tigrillos de la UANL.
Jugó 53 partidos en el club, siendo el equipo donde más partidos disputó. Además convirtió 6 goles.

#### La Plata
Luego de su paso por el fútbol azteca y quedar libre por 6 meses, Lemos se convirtió en jugador de La Plata, equipo del Torneo Argentino B. Allí jugó 13 partidos y convirtió 1 gol, frente a Juventud de Pergamino.

#### Universitario
Volvió a emigrar, esta vez a Perú. Su equipo fue Universitario, uno de los más importantes del país. Allí tuvo la posibilidad de jugar 2 partidos por la Copa Sudamericana, sus únicos partidos en competición internacional. Ambos contra Alianza Atlético.

#### San Telmo
Lemos tuvo su última experiencia como jugador en San Telmo. Jugó 8 partidos en la Primera B y se retiró del fútbol.

### Como entrenador

#### Primer interinato en Quilmes
Quilmes había perdido el 1 de abril de 2017 frente a Racing Club por 2-3. Este partido hizo que el técnico Alfredo Grelak renuncie. Si bien ya habían contratado a Cristian Díaz para reemplazarlo, todavía no podía entrenar al equipo, por lo que Lemos, en ese momento técnico de la Reserva, debió dirigir el partido siguiente contra River Plate en El Monumental.
El partido terminó 2-0 a favor del Millonario y Lemos regresó a su puesto en la Reserva.

#### Segundo interinato en Quilmes
Tras 9 partidos dirigidos, Lucas Nardi renunció como técnico del club de zona sur, por lo que Lemos, de forma interina otra vez, se hizo cargo del equipo. Dirigió 2 partidos y ambos se perdieron. El primero frente a Almagro de local por 0-2 y el segundo frente a Instituto de visitante 1-0. Tras estos enfrentamientos, Mario Sciacqua se convirtió en entrenador del equipo y Leonardo volvió a dirigir la Tercera.

#### Quilmes: Primer entrenador

##### Temporada 2018-19
El 8 de noviembre de 2018, Lemos es confirmado como técnico tras la destitución de Marcelo Fuentes. Su primer desafío fue 4 días después, en lo que sería derrota por 1-2 frente a Defensores de Belgrano. A la siguiente fecha, logró su primer punto como técnico profesional, empatando 0-0 contra Gimnasia y Esgrima de Jujuy. La primera victoria a cargo del plantel llegaría 5 fechas más tarde, ya que el 19 de febrero de 2019 Quilmes venció por 2-1 a Chacarita Juniors. Durante el torneo consiguió un total de 3 victorias, 9 empates y 3 derrotas. Estos puntos hicieron que el Cervecero se salve del descenso en la última fecha.

##### Temporada 2019-20
El equipo empezó de muy buena manera, ganándole 1-2 a Tigre, reciente campeón de la Copa de la Superliga. Este buen comienzo hizo que en las primeras ocho fechas el equipo siga invicto, con 3 victorias y 5 empates. Pero la derrota frente a San Martín de Tucumán convirtió a un gran estado de forma en uno cada vez peor. Tal fue el golpe que Quilmes no volvió a ganar durante la primera rueda del torneo. En la fecha 15, después de perder 1-0 frente a Chacarita Juniors, Leonardo Lemos presentó la renuncia.

#### Sacachispas
Lemos volvió a entrenar en 2021 luego de que su entrenador anterior, Eduardo Pizzo, haya contraído el SARS-CoV-2 y sea internado en terapia intensiva.

## Clubes

### Como jugador
| Club                 | País                 | Años                 | PJ  | G  | Med. gol. |
| -------------------- | -------------------- | -------------------- | --- | -- | --------- |
| Quilmes              | Argentina            | 1997-2001            | 45  | 7  | 0,15      |
| Argentino de Quilmes | Argentina            | 2001-2002            | 38  | 10 | 0,26      |
| El Porvenir          | Argentina            | 2002                 | 18  | 0  | 0,00      |
| Alacranes de Durango | México               | 2003-2004            | 53  | 6  | 0,11      |
| La Plata             | Argentina            | 2004                 | 13  | 1  | 0,07      |
| Universitario        | Perú                 | 2005                 | 30  | 3  | 0,10      |
| San Telmo            | Argentina            | 2006-2007            | 8   | 0  | 0,00      |
| Total en su carrera1 | Total en su carrera1 | Total en su carrera1 | 205 | 27 | 0,13      |

### Estadísticas como entrenador
| Equipo                           | Temporada           | Liga | Liga | Liga | Liga | Copa nacional | Copa nacional | Copa nacional | Copa nacional | Copa continental | Copa continental | Copa continental | Copa continental | Otras copas | Otras copas | Otras copas | Otras copas | Total | Total | Total | Total | Total | Total | Total | % Efectividad |
| Equipo                           | Temporada           | PJ   | G    | E    | P    | PJ            | G             | E             | P             | PJ               | G                | E                | P                | PJ          | G           | E           | P           | PJ    | G     | E     | P     | GF    | GC    | DG    | % Efectividad |
| -------------------------------- | ------------------- | ---- | ---- | ---- | ---- | ------------- | ------------- | ------------- | ------------- | ---------------- | ---------------- | ---------------- | ---------------- | ----------- | ----------- | ----------- | ----------- | ----- | ----- | ----- | ----- | ----- | ----- | ----- | ------------- |
| Quilmes Argentina                | 2016-17             | 1    | 0    | 0    | 1    | 0             | 0             | 0             | 0             | -                | -                | -                | -                | -           | -           | -           | -           | 1     | 0     | 0     | 1     | 0     | 2     | -2    | 0%            |
| Quilmes Argentina                | 2017-18             | 2    | 0    | 0    | 2    | -             | -             | -             | -             | -                | -                | -                | -                | -           | -           | -           | -           | 2     | 0     | 0     | 2     | 0     | 3     | -3    | 0%            |
| Quilmes Argentina                | 2018-19             | 15   | 3    | 9    | 3    | -             | -             | -             | -             | -                | -                | -                | -                | -           | -           | -           | -           | 15    | 3     | 9     | 3     | 16    | 15    | +1    | 40%           |
| Quilmes Argentina                | 2019-20             | 14   | 3    | 6    | 5    | -             | -             | -             | -             | -                | -                | -                | -                | -           | -           | -           | -           | 14    | 3     | 6     | 5     | 12    | 16    | -4    | 35.71%        |
| Quilmes Argentina                | Total               | 32   | 6    | 15   | 11   | 0             | 0             | 0             | 0             | -                | -                | -                | -                | -           | -           | -           | -           | 32    | 6     | 15    | 11    | 28    | 36    | -8    | 34.38%        |
| Sacachispas Argentina            | 2021                | 30   | 13   | 14   | 3    | -             | -             | -             | -             | -                | -                | -                | -                | -           | -           | -           | -           | 30    | 13    | 14    | 3     | 33    | 16    | +17   | 58.89%        |
| Sacachispas Argentina            | 2022                | 26   | 3    | 14   | 9    | 1             | 0             | 0             | 1             | -                | -                | -                | -                | -           | -           | -           | -           | 27    | 3     | 14    | 10    | 19    | 33    | -14   | 28.4%         |
| Sacachispas Argentina            | Total               | 56   | 16   | 27   | 12   | 1             | 0             | 0             | 1             | -                | -                | -                | -                | -           | -           | -           | -           | 57    | 16    | 27    | 13    | 52    | 49    | +3    | 44.44%        |
| Defensores de Belgrano Argentina | 2023                | 10   | 3    | 3    | 4    | 0             | 0             | 0             | 0             | -                | -                | -                | -                | -           | -           | -           | -           | 10    | 3     | 3     | 4     | 12    | 11    | +1    | 40%           |
| Defensores de Belgrano Argentina | Total               | 10   | 3    | 3    | 4    | 0             | 0             | 0             | 0             | -                | -                | -                | -                | -           | -           | -           | -           | 10    | 3     | 3     | 4     | 12    | 11    | +1    | 40%           |
| Colegiales Argentina             | 2023                | 8    | 1    | 2    | 5    | -             | -             | -             | -             | -                | -                | -                | -                | -           | -           | -           | -           | 8     | 1     | 2     | 5     | 5     | 10    | -5    | 20.83%        |
| Colegiales Argentina             | Total               | 8    | 1    | 2    | 5    | -             | -             | -             | -             | -                | -                | -                | -                | -           | -           | -           | -           | 8     | 1     | 2     | 5     | 5     | 10    | -5    | 20.83%        |
| Guillermo Brown Argentina        | 2023                | 12   | 5    | 2    | 5    | -             | -             | -             | -             | -                | -                | -                | -                | -           | -           | -           | -           | 12    | 5     | 2     | 5     | 14    | 16    | -2    | 47.22%        |
| Guillermo Brown Argentina        | 2024                | 10   | 2    | 4    | 4    | -             | -             | -             | -             | -                | -                | -                | -                | -           | -           | -           | -           | 10    | 2     | 4     | 4     | 9     | 11    | -2    | 33.33%        |
| Guillermo Brown Argentina        | Total               | 22   | 7    | 6    | 9    | -             | -             | -             | -             | -                | -                | -                | -                | -           | -           | -           | -           | 22    | 7     | 6     | 9     | 23    | 27    | -4    | 40.91%        |
| Los Andes Argentina              | 2024                | 13   | 5    | 3    | 5    | -             | -             | -             | -             | -                | -                | -                | -                | -           | -           | -           | -           | 13    | 5     | 3     | 5     | 10    | 11    | -1    | 46.15%        |
| Los Andes Argentina              | 2025                | 27   | 9    | 8    | 10   | 1             | 0             | 0             | 1             | -                | -                | -                | -                | -           | -           | -           | -           | 28    | 9     | 8     | 11    | 26    | 25    | +1    | 41.67%        |
| Los Andes Argentina              | Total               | 40   | 14   | 11   | 15   | 1             | 0             | 0             | 1             | -                | -                | -                | -                | -           | -           | -           | -           | 41    | 14    | 11    | 16    | 36    | 36    | 0     | 43.09%        |
| Total en su carrera              | Total en su carrera | 168  | 47   | 65   | 56   | 2             | 0             | 0             | 2             | -                | -                | -                | -                | -           | -           | -           | -           | 170   | 47    | 65    | 58    | 156   | 169   | -13   | 40.31%        |

Actualizado el 16 de agosto de 2025.